# Robert Anthony Ainsworth
Robert Anthony Ainsworth FRS FREng é um cientista dos materiais britânico, chefe do Assessment Technology Group da British Energy Generation.
É professor visitante no Departamento de Engenharia Mecânica do Imperial College London. Recebeu em 2006 o Prêmio James Clayton do Institution of Mechanical Engineers (IMechE).
Foi eleito membro da Royal Society em 2009.